# 2025年の競輪
2025年の競輪（2025ねんのけいりん）では、2025年（令和7年）の競輪関連の記述と、GP・GI・GII・GIIIを中心としたレースの優勝者及び、獲得賞金ランキング30位までの選手等をまとめる。
2024年の競輪 - 2025年の競輪 - 2026年の競輪

## できごと
広報活動、記録、人事、実施（開始）・終了、その他事象　※記載の級班はできごと当日時点

### 1月
- 06日 - 【広報】 JKAが、2024年（1月 - 12月）の競輪選手賞金取得状況を公表[1]。賞金王は古性優作（大阪・100期、SS）で3億8311万5596円[2]、賞金女王は石井寛子（東京・104期、L1）で3564万4000円[3]であった（両名とも年間獲得賞金額過去最高、2度目）。新人では、男子（125期）は阿部英斗（福岡、A2）がトップで1027万3000円、女子（126期）は仲澤春香（福井、L1）がトップで991万円であった[4]。また、2024年12月31日時点での全登録選手2394名の平均取得額は1474万6481円（女子選手201名のみでは992万4346円）となり[5]、それまで過去最高だった前年を上回り過去最高額を更新した[6]。1億円以上取得者は8名で前年より2名増加、また1000万円以上取得者は男女合わせて1717名（全2394名のうち71.7%）となった[5]。

- 8日 - 【実施】 JKAが、2025年度より発走時刻の調整及びFII開催の一部レース数見直しを発表。概要としては、複数の開催が行われている場合、同一時間帯において発走時刻の重複を解消することで車券予想・購入、そしてレース観戦・視聴に余裕を持たせることを目的としたものである。ただし、グランプリ、GI及びGII開催においてはレース間隔を広げるため、これまで通り重複することがあり得るとしている[7]。

変更内容については、以下の通り。
- モーニング開催と日中開催、日中開催とナイター開催、それぞれでレース時間帯の重複の解消または縮小。
- 同一の時間帯で複数開催される場合、各レースの発走時刻を原則として等間隔に設定して同時刻発走を解消（グレードレース開催時を除く）。
- モーニング開催は7レース制に統一。構成は、A級1・2班のみ、A級1・2班とL級、A級3班のみ、A級3班とL級、のいずれか。
- 日中開催・ナイター開催のうちFII開催は11レース制に変更。構成は、A級1・2班とA級3班、A級1・2班とA級3班とL級、のいずれか。

- 14日 - 【記録】 武田豊樹（茨城・88期、S1）が、大垣FI初日第6レース（予選）で勝利し、通算500勝を達成。S級創設（1983年4月）以降女子（4人）を含めて通算60人目の記録で、登録日から21年8か月13日、通算1637戦目での達成であった[8]。
  - その後、規程に基づき、5月31日に取手競輪場にて表彰式が行われた[9]。

- 14日 - 【広報】 JKAが、来る2025年4月1日付けで神山雄一郎（栃木・61期、引退）が日本競輪選手養成所第24代所長に就任することを発表。現所長（第23代）である瀧澤正光（千葉・43期、引退）は65歳を迎え定年となるため退任し、退任後は養成所アドバイザーに就任予定である[10][11]。
  - その後、3月4日に静岡競輪場にて神山雄一郎の日本競輪選手養成所新所長就任会見が行われた[12][13]。

- 16日 - 【広報】 日本競輪選手養成所が、第129回選手候補生（男子）・第130回選手候補生（女子）の一般入所試験合格者を発表[14]。第129回選手候補生（男子）では中村浩士（千葉・79期、S1）を父に持つ中村嶺央、中野慎詞（岩手・121期、S2）の弟中野大詞ら70名が、また第130回選手候補生（女子）では元自転車トラック競技ナショナルチーム（元チーム楽天Kドリームス所属）の古山稀絵ら20名が、それぞれ合格した[15][16][17]。

- 20日 - 【記録】 田村光昭（広島・67期、A3）が、久留米FII2日目第1レース（チ一般）で勝利し、通算500勝を達成。S級創設（1983年4月）以降、14日に達成した武田豊樹（茨城・88期、S1）に続き女子（4人）を含めて通算61人目の記録で、登録日から33年10か月12日、通算2877戦目での達成であった[18]。
  - その後、規程に基づき、6月21日に広島競輪場にて表彰式が行われた[19]。

- 22日 - 【広報】 JKAが、2024年競輪表彰選手を発表[20][21]。
  - 男子選手においては、最優秀選手賞は、第67回オールスター競輪・第33回寬仁親王牌・世界選手権記念トーナメント・KEIRINグランプリ2024優勝、年間賞金王の古性優作（大阪・100期、SS）が2年連続3回目の受賞。優秀選手賞は、第66回朝日新聞社杯競輪祭優勝の脇本雄太（福井・94期、SS）、第39回読売新聞社杯全日本選抜競輪優勝の郡司浩平（神奈川・99期、SS）の2名が受賞。また、優秀新人選手賞（121期・123期・125期が対象）はヤンググランプリ2024優勝の纐纈洸翔（愛知・121期、S1）が、特別敢闘選手賞は第75回高松宮記念杯競輪優勝で初のGIタイトル獲得の北井佑季（神奈川・119期、SS）が、自転車競技で活躍した選手が対象となる国際賞は山崎賢人（長崎・111期、S1）、橋本英也（岐阜・113期、A2）、小原佑太（青森・115期、S1）、窪木一茂（福島・119期、S2）、中野慎詞（岩手・121期、S2）、太田海也（岡山・121期、S2）、中石湊（北海道・125期、A2）が、それぞれ受賞した。
    - その後、北井佑季については2月20日に受賞を取り消した。 → 2月20日

  - 女子選手においては、最優秀選手賞は、ガールズグランプリ2024優勝そして年間賞金女王となった石井寛子が7年ぶり3回目の受賞。優秀選手賞は、ガールズケイリンコレクション最後の開催となったガールズケイリンコレクション2024取手ステージを制覇した坂口楓華（愛知・112期、L1）、第2回競輪祭女子王座戦、女子オールスター競輪を優勝した佐藤水菜（神奈川・114期、L1）の2名が受賞。また、優秀新人選手賞（122期・124期・126期が対象）は熊谷芽緯（岩手・124期、L1）が、特別敢闘選手賞は第2回パールカップ優勝で初のGIタイトル獲得の石井貴子（千葉・106期、L1）が、自転車競技で活躍した選手が対象となる国際賞は佐藤水菜と内野艶和（福岡・120期、L1）が、それぞれ受賞した。このほか、優勝記録更新選手として坂口楓華が、GI優勝記録更新選手として児玉碧衣（福岡・108期、L1）が、それぞれ表彰された。
  - その後、2月26日に表彰式が行われた[22]。

- 28日 - 【終了】 函館市が、場外車券売場「サテライト松風」（函館市松風町10-9）を2025年3月31日付で廃止することを発表[23][24]。今後は、2月24日にて2階投票所を閉鎖、3月30日限りで営業終了、翌31日に廃止となる。なお、「サテライト松風」で購入した的中車券は、廃止後は函館競輪場にて対応する[25]。

### 2月
- 07日 - 【記録】 内藤宣彦（67期・秋田、S1）が、岐阜FIを53歳11か月5日で優勝し、それまで自身が保持していたS級最年長優勝記録を更新[26]。

- 14日 - 【記録】 高橋梨香（埼玉・106期、L1）が、高松FII（モーニング）を45歳1か月17日で優勝し、それまで自身が保持していたガールズケイリン最年長優勝記録を更新[27]。 → 2024年8月11日

- 20日 - 【事象】 JKAが、KEIRINグランプリ2024前日の2024年12月29日に実施したドーピング検査で、検査対象選手に選定された北井佑季（神奈川・119期、SS）から禁止薬物である蛋白同化男性化ステロイド薬「メタンジエノン」の代謝物が検出され、ドーピング違反と認定したことを発表[28]。北井は2月4日にあっせん保留となり、第40回読売新聞社杯全日本選抜競輪（豊橋）を始め既に決まっていた3月までのあっせんが全て取り消された（欠場理由は「その他欠場」）ほか、先日発表された2024年特別敢闘選手賞の受賞も取り消され表彰選手から除外された[29][30]。今後の制裁については、選手会や関係団体と協議され決定される[31]。なお、競輪選手によるドーピング違反の発覚は、2018年の伊藤成紀（大阪・90期、A1）[32]以来。 → 2018年8月8日
  - その後、27日にJKAが追加制裁として、S級S班選出委員会において、北井はS級S班から除外され2月28日付けでS級1班に格付けされたことを発表（降格処分）[33]。S班の剥奪は、2007年12月にS班が創設されてから初の事象となった。これに加えて北井は3月1日から5月末まで3カ月のあっせん停止処分とし、さらに1月の立川記念での失格により6月1日から1か月あっせんしない処置も決定し、あっせん保留中の期間も含めて実質的に5か月間あっせんされない状況となった。他にも、これらとは別に選手会による独自の制裁（競走参加自粛要請）が課せられる可能性もあり、復帰までの期間が更に長引く可能性もある[34][35]。
  - さらにその後、3月25日に日本競輪選手会が北井に対し、6か月のあっせん自粛処分としたことを発表。これにより、北井は6月末までのあっせん停止・あっせんしない処置に加え、選手会からの追加制裁により7月から12月までレースに出走できないこととなり[36]、レース復帰は最短で2026年1月からとなった[37]。

- 24日 - 【記録】 山口富生（68期・岐阜、S1）が、第40回読売新聞社杯全日本選抜競輪（豊橋）最終日第2レース（一般）にて55歳1か月18日で勝利し、自身が持つGI最年長出場記録・勝利記録を更新[38]。

- 24日 - 【記録】 脇本雄太（94期・福井、SS）が、第40回読売新聞社杯全日本選抜競輪（豊橋）で優勝。これにより現行のGI6大会を全て制覇したことで、2022年の新田祐大（90期・福島、S1）以来となる史上5人目（現行のGI6大会としては3人目）のグランドスラムを達成。また、脇本は既にKEIRINグランプリ2022も優勝しており、GPとGI6タイトル制覇としては史上初となるグランプリスラムも達成した[39][40]（いずれもデビュー以来16年9か月23日での達成[41]）。

- 24日 - 【記録】 豊橋競輪場で行われた第40回読売新聞社杯全日本選抜競輪（GI）が閉幕。総売上額は目標額（103億円）を上回る105億677万4200円[42]となり、4日制のGIで売上額が105億円を突破したのは、2013年の第28回読売新聞社杯全日本選抜競輪以来12年ぶりの事になった。

- 25日 - 【実施】 JKAが、第177回競輪最高会議において、2026年度特別競輪（GP・GI・GII）の開催場・日程が決定したことを発表[43][44]。初のGI開催となるのは広島競輪場と佐世保競輪場で、広島では2027年2月に全日本選抜競輪（第42回）の開催が、佐世保では2026年8月に女子オールスター競輪（ガールズケイリンGI。第2回）の開催が、それぞれ決定した。また、KEIRINグランプリシリーズ（KEIRINグランプリ2026・ガールズグランプリ2026・ヤンググランプリ2026）は東京都以東では初となるいわき平競輪場での開催が決定した。このほか、GIでは4月のオールガールズクラシック（ガールズケイリンGI。第4回）は松戸（3年ぶり2回目）で、5月の日本選手権競輪（第80回）は平塚（3年ぶり8回目）で、6月の高松宮記念杯競輪（第77回）・パールカップ（第4回）は岸和田（高松宮記念杯は6年連続11回目・パールカップは4年連続4回目）で、8月のオールスター競輪（第69回）は松山（17年ぶり2回目。松山でのGI開催は13年ぶり）で、10月の寬仁親王牌・世界選手権記念トーナメント（第35回）は弥彦（2年ぶり9回目）で、競輪祭（第68回）・競輪祭女子王座戦（第4回）は小倉で、GIIでは7月のサマーナイトフェスティバル（第22回）は高知（初開催）で、9月の共同通信社杯競輪（第42回）は富山（10年ぶり2回目）で、2027年3月のウィナーズカップ（第11回）は大垣（8年ぶり2回目）で、それぞれ開催が決定した[45]。

- 27日 - 【事象】 JKAが、北井佑季（神奈川・119期、SS）をS級S班剝奪・1班降格処分としたことに伴いS班に欠員が生じた事象（詳細は上記）について、KEIRINグランプリ2024で補欠・次点であった犬伏湧也（119期・徳島、S1）を4月1日よりS級S班に追加選出したことを発表。犬伏は、徳島支部所属選手としては初のS級S班選手となる[33][34][35]。

### 3月
- 03日 - 【記録】 尾方真生（福岡・118期、L1）が、久留米FI最終日第10レース（ガ決勝）で勝利し（完全優勝）、通算300勝を達成。登録日から4年11か月6日（登録日を含まない）、デビューから409戦目での達成であった。デビューから7年以内での達成はガールズケイリン8人目（7年超も含めると通算14人目）の記録[46]。
  - その後、規程に基づき、6月28日に久留米競輪場にて表彰式が行われた[47]。

- 04日 - 【記録】 柳原真緒（福井・114期、L1）が、佐世保FII初日第2レース（ガ予１）で勝利し、通算300勝を達成。登録日から6年10か月3日（登録日を含まない）、デビューから489戦目での達成であった。デビューから7年以内での達成はガールズケイリン9人目（7年超も含めると通算15人目）の記録[46]。
  - その後、規程に基づき、5月18日に福井競輪場にて表彰式が行われた[48]。

- 04日 - 【記録】 名古屋開場72周年記念「金鯱賞争奪戦 名古屋グランパスカップ」（GIII）が閉幕。4日間の総売上額は目標額（63億円）を大きく上回る72億2144万5400円[49]となり、年始・ゴールデンウイーク・お盆以外の時期に行われる以外の記念競輪で売上額が72億円を突破したのは、2012年の和歌山開設62周年記念以来13年ぶりの事になった。

- 10日 - 【記録】 奥井迪（東京・106期、L1）が、取手FI初日第7レース（ガ予１）で勝利し、石井寛子（東京・104期、L1）、山原さくら（山口・104期、L1）に次ぐガールズケイリン史上3人目となる通算600勝を達成[50]。

- 23日 - 【記録】 山田庸平（佐賀・94期、S1）が、第9回ウィナーズカップ第6レース（特選）にて上がりタイム8秒9で1着となり、伊東温泉競輪場のバンクレコード記録を更新。従来の記録は、2014年4月27日に新田祐大（福島・90期、S1）が記録した9秒0[51]。

- 23日 - 【記録】 高橋梨香（埼玉・106期、L1）が、豊橋FIを45歳2か月23日で優勝し、それまで自身が保持していたガールズケイリン最年長優勝記録を更新[52]。 → 2月14日

- 25日 - 【事象】 JKAが、野口諭実可（大分・102期、L1）をドーピング違反と認定し、4月1日から3か月間のあっせん停止処分としたことを発表[53]。野口は大宮FI開催中の2月7日に実施したドーピング検査で検査対象選手に選定されたが、JKAは2月28日に分析機関より『野口のA検体から禁止物質である蛋白同化男性化ステロイド薬「ナンドロロン」の代謝物、抗エストロゲン薬の「クロミフェン」及びその代謝物及び 「タモキシフェン」の代謝物が検出された』との通知を受け、3月2日に野口に対しあっせん保留の措置を講じた上で調査を行った結果、野口をドーピング検査において禁止物質が検出された事実によるドーピング違反と認定した[54]。競輪選手のドーピング違反認定は、2月20日の北井佑季（神奈川・119期、S1）以来で、女子選手では初の事象となった。→ 2月20日
- 25日 - 【事象】 JKAは、相次ぐ競輪選手によるドーピング違反の発覚という事態を重く見て、今後のアンチ・ドーピングへの取り組みを発表。選手への啓発活動を進めるとともに、検査体制及び違反者への制裁を強化することを決定した。具体的な内容は、以下の通り[54]。
  - 従来は全ての競輪開催の中から無作為で抽出し実施していたドーピング検査体制について、今後はGII以上では全ての開催で実施。
  - ドーピング違反者に対するあっせん停止の期間を現行の最長3か月から最長1年とするとともに、複数回の違反者に対しては登録消除を含めた厳しい措置を講じる。

- 27日 - 【記録】 小林莉子（東京・102期、L1）が、名古屋FII（ミッドナイト）で完全優勝し、通算500勝を達成。S級創設（1983年4月）以降、女子を含めて通算62人目の記録で、女子に限れば通算5人目の記録。登録日から12年10か月26日、デビューから1104戦目での達成であった[55][56]。
  - その後、規程に基づき、7月3日に立川競輪場にて表彰式が行われた[57]。

- 28日 - 【広報】 日本競輪選手養成所が、第129回選手候補生（男子）特別選抜試験受験者である松田祥位（英語版）、兒島直樹（英語版）、近内三孝（英語版）の3名の合格を発表[58][59]。特別選抜試験の合格者は、121期の近谷涼、一丸尚伍以来で、通算12〜14人目となる。主な実績は、松田は2024年のUCIトラックサイクリング・ネイションズカップ2024年香港大会（英語版）チーム・パシュート2位、兒島は同大会オムニアム3位、近内は東京オリンピック・ウエイトリフティング（男子67キロ級）7位入賞。このうち、近内は原大智（宮城・117期、S2）以来となる自転車競技以外でオリンピック出場経験のある選手（原はモーグル競技出身）としての特別選抜試験合格であり、ウエイトリフティング出身での特別選抜試験合格者は初となる[60][61]。

### 4月
- 01日 - 【広報】 JKAが、2024年度の競輪（PIST6も含む）における総売上額（速報値）を発表。総車券売上高は1兆3282億2440万6800円で、1兆1892億4817万7600円であった前年度比で111.7%として3年連続1兆円超え、かつ11年連続の増加となった[62]。

- 13日 - 【記録】 寺崎浩平（福井・117期、S1）が、武雄記念最終日第10レース（特別優秀）にて上がりタイム10秒6で1着となり、武雄競輪場のバンクレコード記録を更新。従来の記録は、2017年7月15日にテオ・ボス（オランダ、S2）が記録した10秒7[63]。

- 14日 - 【記録】 井上昌己（長崎・86期、S1）が、青森FI最終日第9レース（特選）で勝利し、通算500勝を達成。S級創設（1983年4月）以降、女子（5人）を含めて通算63人目の記録で、登録日から23年10か月13日、通算1816戦目での達成であった。規程に基づき、後日JKAより表彰予定[64][65]。

- 19日 - 【実施】 伊東温泉競輪場と青森競輪場にて、ガールズケイリンで採用されているインターナショナルルールによるKEIRIN ADVANCEが開始（2025年度上半期は全てミッドナイト競輪で開催）。ガールズケイリン3レースを含む全9レースで行われた[66]。うち伊東温泉競輪場は男子はS級によるFI開催であり、さらに当開催限定でガールズケイリンも含めて全てのレースで先頭誘導員の自転車のサドルの下に車載カメラを装着し、所々でワイプもしくは全画面で先頭誘導員真後ろのバンク内の映像も放映した[67][68]。

- 20日 - 【記録】 脇本雄太（福井・94期、SS）が、川崎記念2日目第11レース（二予）にて上がりタイム10秒5で1着となり、川崎競輪場のバンクレコード記録を更新。従来の記録は、2017年8月5日に原田研太朗（徳島・98期、S1）が記録した10秒6[69]。

- 21日 - 【事象】 日本競輪選手会が、新人である127期のうち、十文字悠真、角田吏、辺見竜馬（以上、福島）、西本健三郎（茨城）、関口朗斗（群馬）の5名（いずれもA3）が競輪出場の自粛届を提出したと発表。この5名は4月13日から16日にかけて行われた新人選手教育研修において、会員として秩序違反行動（具体的な内容は非公表）をとったため同会は即帰郷と再受講が必要と判断したが、のちその5名から出場自粛届が出されたことから、同会はこれを受理した。自粛期間は5月1日から7月31日までの3か月間（よってこの5名は競輪ルーキーシリーズは欠場）だが、6月に開催予定の綱紀審議委員会に付議された場合、自粛期間が延びる可能性がある[70]。

- 22日 - 【記録】 19日より22日まで川崎競輪場にて開催されたGIII・開設76周年記念「桜花賞・海老澤清杯」（ナイター）において、4日間の総売上額が60億3685万2200円[71]となり、ナイター記念として初めて60億円を突破しナイターのGIII総売上額の新記録を樹立。なお、従来のナイターGIIIの総売上額トップは、2024年5月16日 - 19日の日程で函館にて行われたGIII・開設74周年記念の55億5057万1300円であった。→ 2024年5月19日

### 5月
- 04日 - 【記録】 4月29日より4日まで名古屋にて開催されたGI・第79回日本選手権競輪において、6日間の総売上額が165億4267万3200円[72]となり、競輪の一開催としては2010年3月の第63回日本選手権競輪（松戸）以来15年ぶりに165億円を突破[73]。

- 13日 - 【記録】 10日より13日まで平塚競輪場にて開催されたGIII・開設75周年記念「湘南ダービー」（ナイター）において、4日間の総売上額が63億9784万5600円[74]となり、ナイターの記念総売上額の新記録を樹立。なお、従来のナイターGIIIの総売上額トップは、4月の川崎にて行われたGIII・開設76周年記念の60億3685万2200円であった。→ 4月22日

- 15日 - 【実施】 名古屋競輪組合が、愛知県岡崎市にて競輪場外車券売場「サテライト岡崎」を開設することを発表。所在地は愛知県岡崎市大平町字堤下11番で、岡崎市では初の場外車券売場となる。館内には一般観覧席200席・特別観覧席60席の計260席を設置する。5月29日より営業開始[75]。

- 22日 - 【人事】 平原康多（埼玉・87期、SS）が、引退手続きを取ることが判明[76]。長く活躍したが、晩年は大けがと腰のヘルニアに悩まされたこともあり、4日の名古屋にて開催されたGI・第79回日本選手権競輪の最終日第9レース（優秀）5着となったのを最後に以降は全て欠場しており、最終的に引退を決意。翌23日に選手手帳を返納した[77]。S級S班のままの引退は、2012年の山口幸二（岐阜・62期）以来13年ぶり。
  - その後、5月30日付で選手登録消除[78]。通算戦績は1614戦511勝、優勝61回（うちGI9回）。

### 6月
- 10日 - 【人事】 JKAが、平原康多（埼玉・87期）の登録消除に伴い発生したS班の欠員についてS級S班選出委員会を開催し、新たに松浦悠士（広島・98期、S1）をS班に追加選出したことを発表。松浦のS班適用は7月1日からで、松浦は6年連続のS班となる[79][80]。

- 20日 - 前日まで行なわれていたパールカップ（ガールズケイリンのGI）に出場していた日野未来（奈良・114期）が現役引退を表明[81]。日野は、前日の最終日の第5レース（選抜）での2着が最後のレースになった。
  - その後、翌21日に岸和田競輪場にてファンに向けた引退報告を行った[82]。

- 21日 - 【記録】 高田真幸（福岡・83期、A3）が、京王閣FII（ナイター）初日第1レース（チ予）で勝利し、通算500勝を達成。S級創設（1983年4月）以降、女子（5人）を含めて通算64人目の記録で、登録日から26年0か月20日、通算2322戦目での達成であった[83]。
  - その後、規程に基づき、8月10日に小倉競輪場にて表彰式が行われた[84]。

- 22日 - 【記録】 脇本雄太（福井・94期、SS）が、第76回高松宮記念杯競輪（岸和田）で自身5年ぶり大会2回目の優勝。吉岡稔真以来となる大会2度目の完全優勝（全5走を1着の完全優勝は大会史上初）であり、GI優勝回数は現役最多、また史上6人目となるGI10度目制覇となった[85][86]。さらに脇本は2022年の第65回オールスター競輪以来となる、自身4度目のGI大会完全優勝[87]。なお、GI大会での完全優勝は、2023年の第32回寬仁親王牌・世界選手権記念トーナメントでの古性優作（大阪・100期、SS）以来となる。

- 23日 - 【広報】【記録】 JKAが、8月12日 - 17日に行われる第68回オールスター競輪（函館）、および8月8日 - 10日に行われる第1回女子オールスター競輪（宇都宮）におけるファン投票の最終結果を発表し、出場予定選手が決定[88][89]。ファン投票第1位は、男子は2年連続で古性優作（大阪・100期、SS）、女子は9年連続で児玉碧衣（福岡・108期、L1）。なお、男子は引退した11位の平原康多（埼玉・87期）に代わり28位の坂井洋（栃木・115期、S1）がオリオン賞へ、女子は引退表明した（6月26日付で引退）5位の日野未来（奈良・114期）に代わり8位の河内桜雪（群馬・122期、L1）がガールズドリームレースへ、それぞれ繰り上がった[90]。このほか、山崎歩夢（福島・125期、S2）が推薦枠で選出され（135位）、63位で選出された父の山崎芳仁（福島・94期、S1）とともに親子同時GI大会出場が決定した[91]。親子同時GI大会出場は、2010年の第53回オールスター競輪における坂本勉・坂本貴史親子以来、2例目となる。

### 7月
- 15日 - 【広報】【実施】 JKAが、2026年度の競輪開催における施策を発表[92]。目玉として、新型コロナウイルス流行の影響で2020年度以降は取りやめていた、外国人選手を招へいしたレースを再開する。外国人選手を招へいしたレースの愛称は「競輪ワールドシリーズ」とし、招へい人数は男女とも3人ずつで、出場期間は2026年6月から8月の予定。男子はスチール製フレームを使用した先頭固定競走（オリジナルルール）とし（グレードはGIIIまたはFI）、女子はカーボン製フレームを使用した先頭固定競走（インターナショナルルール）とする（グレードはFI）[93]。また併せて、2026年度のGIII開催日程も決定し、公表された[94]。

- 15日 - 【記録】 児玉碧衣（福岡・108期、L1）が、京王閣FII（ナイターGIII内）2日目第3レースで勝利し、通算600勝を達成。ガールズケイリンでは史上4人目、デビューから10年での達成はガールズケイリン史上最速の記録[95]。

- 21日 - 【記録】 18日より21日まで玉野にて開催されたGII・第21回サマーナイトフェスティバルの総売上額が85億5462万5400円となり、前年の第20回大会で記録した64億6833万2900円を大幅に更新し、本年より4日制に変更された同大会における総売上額の新記録を達成。また、西日本のG2での85億円超えは2015年4月の第31回共同通信社杯（防府）以来10年ぶり。

- 28日 - 【広報】 一般社団法人日本名輪会が、7月30日付けで平原康多（埼玉・87期、2025年5月引退）が新規社員として入会することを発表[96]。同会における新規社員の入会は、2024年4月の山口幸二（岐阜・62期）以来[97]。

### 8月
- 03日 - 【記録】 山口拳矢（岐阜・117期、S1）が、富山記念最終日第12レース決勝戦において、上がりタイム8秒8で優勝し、富山競輪場のバンクレコード記録を更新[98]。それまでの記録は、2023年4月11日に小堺浩二が記録した8秒9[99]。 → 2023年4月11日

- 05日 - 【記録】 浦山一栄（東京・72期、A3）が、取手FII（モーニング）2日目第1レース（チ一般）で勝利し、通算500勝を達成。S級創設（1983年4月）以降、女子（5人）を含めて通算65人目の記録で、登録日から32年1か月4日での達成であった。規程に基づき、後日JKAより表彰される予定[100]。

- 05日 - 【広報】【実施】 JKAが、2025年度下半期（10月 - 2026年3月）の開催日程を公表[101]。

- 10日 - 【記録】 佐藤水菜（114期・神奈川、L1）が、第1回女子オールスター競輪（宇都宮）で完全優勝。これにより現行のガールズGI4大会を全て制覇したことで、当年2月の 脇本雄太（94期・福井、SS）以来となる史上6人目のグランドスラムを達成。また、佐藤は既にガールズグランプリ2023も優勝しており、GPとGI4タイトル制覇としてはガールズ史上初となるグランプリスラムも達成[102][103]（史上2人目・いずれもデビュー以来7年11か月30日での達成）。規程に基づき、後日JKAより表彰される予定[104]。

- 17日 - 【記録】 12日より17日まで函館にて開催されたGI・第68回オールスター競輪（ナイター）において、6日間の総売上額が159億4604万8300円[105]となり、ナイター競輪として初めて155億円を突破しナイターのGI総売上額の新記録を樹立。

## GP
出典：
| レース名             | 場名 | 日程           | 優勝者 | 総売上 （ ）内は対前回比 |
| -------------------- | ---- | -------------- | ------ | ------------------------ |
| KEIRINグランプリ2025 | 平塚 | 12月30日（火） |        |                          |

## GI
出典：
| レース名                                     | 場名   | 日程                                   | 優勝者   | 総売上 （ ）内は対前回比    |
| -------------------------------------------- | ------ | -------------------------------------- | -------- | --------------------------- |
| 第40回読売新聞社杯全日本選抜競輪             | 豊橋   | 02月21日（金） 〜 24日（月・休）       | 脇本雄太 | 105億0677万4200円（101.4%） |
| 第79回日本選手権競輪                         | 名古屋 | 04月29日（火・祝） 〜 5月4日（日・祝） | 吉田拓矢 | 165億4267万3200円（108.4%） |
| 第76回高松宮記念杯競輪                       | 岸和田 | 06月17日（火） 〜 22日（日）           | 脇本雄太 | 132億4619万0500円（104.2%） |
| 第68回オールスター競輪                       | 函館   | 08月12日（火） 〜 17日（日）           | 寺崎浩平 | 159億4604万8300円（103.2%） |
| 第34回寬仁親王牌・世界選手権記念トーナメント | 前橋   | 10月23日（木） 〜 26日（日）           |          |                             |
| 第67回朝日新聞社杯競輪祭                     | 小倉   | 11月19日（水） 〜 24日（月・休）       |          |                             |

## GII
出典：
| レース名                         | 場名     | 日程                             | 優勝者   | 総売上 （ ）内は対前回比   |
| -------------------------------- | -------- | -------------------------------- | -------- | -------------------------- |
| 第09回ウィナーズカップ           | 伊東温泉 | 03月20日（木・祝） 〜 23日（日） | 古性優作 | 83億7314万6000円（112.9%） |
| 第21回サマーナイトフェスティバル | 玉野     | 07月18日（金） 〜 21日（月・祝） | 眞杉匠   | 85億5462万5400円（132.3%） |
| 第41回共同通信社杯競輪           | 福井     | 09月12日（金） 〜 15日（月・祝） |          |                            |
| ヤンググランプリ2025             | 平塚     | 12月28日（日）                   |          |                            |

## GIII
出典：
| ※  | 「大阪・関西万博協賛競輪」                     | ※※ | 「施設整備等協賛競輪」       |    |                                    |
| ★  | 「ナイター開催」                               | ★★ | 「ミッドナイト競輪」         |    |                                    |
| L  | ガールズケイリン組み込み                       | A  | A級組み込み                  |    |                                    |
| 愛 | 愛知・名古屋アジア・アジアパラ競技大会協賛競輪 | ワ | ワールドサイクリスト支援競輪 | 替 | 代替地での開催 （京都向日町→奈良） |

| 最終日の企画レース（無印は実施せず） | 最終日の企画レース（無印は実施せず）      | 最終日の企画レース（無印は実施せず） |
| ------------------------------------ | ----------------------------------------- | ------------------------------------ |
| AF = レインボーカップA級ファイナル   | CF = レインボーカップチャレンジファイナル |                                      |
| NC = ルーキーチャンピオンレース      |                                           |                                      |

|    | 場名   | 備考 | 企画 | 日程                             | 優勝者     | 総売上 （ ）内は目標額     |
| -- | ------ | ---- | ---- | -------------------------------- | ---------- | -------------------------- |
| 28 | 立川   |      |      | 01月04日（土） 〜 01月07日（火） | 山口拳矢   | 73億5253万4800円（70億円） |
| 55 | 和歌山 |      |      | 01月10日（金） 〜 01月13日（月） | 古性優作   | 65億6543万9100円（58億円） |
| 25 | 大宮   |      |      | 01月16日（木） 〜 01月19日（日） | 佐々木悠葵 | 62億6266万8400円（57億円） |
| 47 | 松阪   |      |      | 01月23日（木） 〜 01月26日（日） | 郡司浩平   | 64億5139万3600円（60億円） |
| 71 | 高松   |      |      | 01月30日（木） 〜 02月02日（日） | 郡司浩平   | 66億8154万6600円（57億円） |
| 53 | 奈良   |      |      | 02月08日（土） 〜 02月11日（火） | 松井宏佑   | 66億2921万3200円（58億円） |
| 38 | 静岡   |      |      | 02月13日（木） 〜 02月16日（日） | 深谷知広   | 66億3856万1200円（63億円） |
| 73 | 小松島 | ★★L  |      | 02月17日（月） 〜 02月19日（水） | 鈴木竜士   | 27億1248万7000円           |
| 42 | 名古屋 |      |      | 03月01日（土） 〜 03月04日（火） | 深谷知広   | 72億2144万5400円（63億円） |
| 61 | 玉野   |      | NC   | 03月06日（木） 〜 03月09日（日） | 吉田拓矢   | 62億1945万4100円（58億円） |
| 44 | 大垣   | ※    |      | 03月13日（木） 〜 03月16日（日） | 志田龍星   | 45億8890万7900円（45億円） |
| 48 | 四日市 | ★L   |      | 03月13日（木） 〜 03月16日（日） | 和田真久留 | 41億9754万5400円（38億円） |
| 22 | 前橋   | ※※   |      | 03月27日（木） 〜 03月30日（日） | 山崎芳仁   | 50億6480万2800円（50億円） |
| 74 | 高知   |      |      | 04月03日（木） 〜 04月06日（日） | 清水裕友   | 64億3069万6600円（60億円） |
| 84 | 武雄   |      |      | 04月10日（木） 〜 04月13日（日） | 山田庸平   | 56億8385万3500円（55億円） |
| 34 | 川崎   | ★    |      | 04月19日（土） 〜 04月22日（火） | 郡司浩平   | 60億3685万2200円（57億円） |
| 35 | 平塚   | ★    |      | 05月10日（土） 〜 05月13日（火） | 郡司浩平   | 63億9784万5600円（62億円） |
| 24 | 宇都宮 |      |      | 05月15日（木） 〜 05月18日（日） | 小原太樹   | 57億0861万9400円（55億円） |
| 84 | 武雄   | ★★L  |      | 05月20日（火） 〜 05月22日（木） | 山田庸平   | 25億5187万4400円（27億円） |
| 23 | 取手   |      | CF   | 05月31日（土） 〜 06月03日（火） | 郡司浩平   | 69億033万6200円（64億円）  |
| 86 | 別府   | ★    | AF   | 06月05日（木） 〜 06月08日（日） | 守澤太志   | 58億6611万2300円（50億円） |
| 46 | 富山   | ※    |      | 06月12日（木） 〜 06月15日（日） | 飯野祐太   | 45億4420万6100円（40億円） |
| 48 | 四日市 | ★L   |      | 06月12日（木） 〜 06月15日（日） | 簗田一輝   | 44億8113万0400円（30億円） |
| 83 | 久留米 |      |      | 06月28日（土） 〜 07月01日（火） | 南修二     | 64億0215万0800円（63億円） |
| 73 | 小松島 |      |      | 07月03日（木） 〜 07月06日（日） | 西田優大   | 62億2769万9900円（53億円） |
| 21 | 弥彦   |      |      | 07月10日（木） 〜 07月13日（日） | 末木浩二   | 59億0806万0300円（52億円） |
| 27 | 京王閣 | ★L   |      | 07月14日（月） 〜 07月16日（水） | 和田健太郎 | 31億3399万4500円（30億円） |
| 27 | 京王閣 | A    |      | 07月26日（土） 〜 07月28日（月） | 鈴木竜士   | 41億3880万9200円（35億円） |
| 46 | 富山   |      |      | 07月31日（木） 〜 08月03日（日） | 山口拳矢   | 65億5174万7700円（60億円） |
| 81 | 小倉   | ※    |      | 08月08日（金） 〜 08月11日（月） | 柳詰正宏   | 48億9943万8300円（40億円） |
| 31 | 松戸   | ★    |      | 08月23日（土） 〜 08月26日（火） |            |                            |
| 26 | 西武園 | ★    |      | 08月28日（木） 〜 08月31日（日） |            |                            |

## FI
| 場名   | タイトル                     | 日程                         | 優勝者   | 総売上           |
| ------ | ---------------------------- | ---------------------------- | -------- | ---------------- |
| 京王閣 | 第11回大阪・関西万博協賛競輪 | 01月27日（月） 〜 29日（水） | 寺崎浩平 | 13億4481万8800円 |
| 平塚   | 第18回寺内大吉記念杯競輪     | 12月28日（日） 〜 30日（火） |          |                  |

## FII
| 場名 | タイトル                               | 日程           | 優勝者   | 総売上 （ ）内は目標額                                       |
| ---- | -------------------------------------- | -------------- | -------- | ------------------------------------------------------------ |
| 玉野 | ルーキーチャンピオンレース（NC） 125期 | 03月09日（日） | 阿部英斗 | 2億1549万6200円                                              |
| 青森 | スーパープロピストレーサー賞           | 05月25日（日） | 古性優作 | 5億0791万7300円 全プロ記念総売上：39億1555万9500円（33億円） |

## GPメンバー・4日制以上のGI決勝進出者
- a北日本、b関東、c南関東 / D中部、E近畿、F中国、G四国、H九州
- 棄 ＝ 途中棄権、失 ＝ 失格、B ＝ 最終バックストレッチの先頭通過者
- 賞金 ＝ 取得賞金額順位でのGP出場
- * ＝ 本年度のS級S班

| 県  | 期  |           | 400 全日 選 | 400 ダー ビー | 400 高松 宮杯 | 400 オー ル | 335 親王 牌 | 400 競輪 祭 | 400 G P |
|     |     |           | 差          | 差            | 捲            | 捲          |             |             |         |
| --- | --- | --------- | ----------- | ------------- | ------------- | ----------- | ----------- | ----------- | ------- |
| E井 | 094 | 脇本雄太* | 1           | 丶            | 1             | 9 B         | 丶          | 丶          | ★★      |
| E井 | 117 | 寺崎浩平  | 2           | 丶            | 9 B           | 1           | 丶          | 丶          | ★       |
| c静 | 096 | 深谷知広  | 3           | 丶            | 7             | 丶          | 丶          | 丶          | 丶      |
| b茨 | 107 | 吉田拓矢  | 4           | 1             | 丶            | 5           | 丶          | 丶          | ★       |
| E兵 | 090 | 村田雅一  | 5           | 丶            | 丶            | 丶          | 丶          | 丶          | 丶      |
| E大 | 088 | 南修二    | 6           | 丶            | 丶            | 3           | 丶          | 丶          | 丶      |
| E大 | 100 | 古性優作* | 7           | 3             | 2             | 2           | 丶          | 丶          | 丶      |
| E奈 | 092 | 三谷将太  | 8           | 丶            | 丶            | 丶          | 丶          | 丶          | 丶      |
| b栃 | 113 | 眞杉匠*   | 9 B         | 2             | 丶            | 丶          | 丶          | 丶          | 丶      |
| a城 | 100 | 阿部力也  | 丶          | 4             | 丶            | 丶          | 丶          | 丶          | 丶      |
| c神 | 113 | 松井宏佑  | 丶          | 5             | 丶            | 丶          | 丶          | 丶          | 丶      |
| a青 | 107 | 新山響平* | 丶          | 6 B           | 丶            | 丶          | 丶          | 丶          | 丶      |
| D三 | 090 | 浅井康太  | 丶          | 7             | 丶            | 丶          | 丶          | 丶          | 丶      |
| c千 | 094 | 岩本俊介* | 丶          | 8             | 丶            | 丶          | 丶          | 丶          | 丶      |
| a城 | 091 | 菅田壱道  | 丶          | 9             | 丶            | 丶          | 丶          | 丶          | 丶      |
| c神 | 099 | 郡司浩平* | 丶          | 丶            | 3             | 丶          | 丶          | 丶          | 丶      |
| F山 | 105 | 清水裕友* | 丶          | 丶            | 4             | 丶          | 丶          | 丶          | 丶      |
| c神 | 096 | 松谷秀幸  | 丶          | 丶            | 5             | 丶          | 丶          | 丶          | 丶      |
| F岡 | 121 | 太田海也  | 丶          | 丶            | 6             | 7           | 丶          | 丶          | 丶      |
| b梨 | 109 | 末木浩二  | 丶          | 丶            | 8             | 丶          | 丶          | 丶          | 丶      |
| G媛 | 111 | 松本貴治  | 丶          | 丶            | 丶            | 4           | 丶          | 丶          | 丶      |
| b茨 | 115 | 佐藤礼文  | 丶          | 丶            | 丶            | 6           | 丶          | 丶          | 丶      |
| F岡 | 087 | 岩津裕介  | 丶          | 丶            | 丶            | 8           | 丶          | 丶          | 丶      |

## 女子

### GP
出典：
| レース名               | 場名 | 日程           | 優勝者 | 売上 |
| ---------------------- | ---- | -------------- | ------ | ---- |
| ガールズグランプリ2025 | 平塚 | 12月29日（月） |        |      |

### GI
出典：
| レース名                      | 場名   | 日程                         | 優勝者   | 売上                                               |
| ----------------------------- | ------ | ---------------------------- | -------- | -------------------------------------------------- |
| 第3回オールガールズクラシック | 岐阜   | 04月25日（金） 〜 27日（日） | 佐藤水菜 | 4億6447万8900円 総売上：38億5815万6000円（128.0%） |
| 第3回パールカップ             | 岸和田 | 06月17日（火） 〜 19日（木） | 佐藤水菜 | 2億6162万0400円 総売上：13億6623万0400円（106.8%） |
| 第1回女子オールスター競輪     | 宇都宮 | 08月08日（金） 〜 10日（日） | 佐藤水菜 | 4億1279万00円 総売上：34億8344万5400円             |
| 第3回競輪祭女子王座戦         | 小倉   | 11月19日（水） 〜 21日（金） |          |                                                    |

### FII
出典：
| レース名                                        | 場名     | 日程           | 優勝者   | 売上            |
| ----------------------------------------------- | -------- | -------------- | -------- | --------------- |
| ガールズ フレッシュクイーン（GFQ） 124期・126期 | 伊東温泉 | 03月23日（日） | 熊谷芽緯 | 1億5687万0500円 |

## 獲得賞金ランキング
出典：

## 死去
新聞など各種メディアで報じられた者のみを記載
- 6月09日 - 西本喜美子（元女子競輪選手、選手登録名・白石喜美子。熊本）、97歳没[148]
- 6月18日 - 郡山久二（元競輪選手。大阪）、60歳没[149]